# Thiokol
Thiokol (également appelée Thiokol Chemical Company, Morton Thiokol ou de divers noms hérités de son histoire) était une entreprise américaine travaillant initialement dans le secteur du caoutchouc et des produits chimiques connexes, et plus tard dans l'astronautique (programme Apollo, propulseurs à propergol solide de lanceurs et de la navette spatiale américaine) et dans les systèmes de propulsion de missile (AGM-69 SRAM et missile Trident entre autres).
C'est notamment l'entreprise qui a produit le joint torique mis en cause lors de l'explosion au décollage de la navette spatiale Challenger, le 28 janvier 1986. 

## Historique
En 1926, deux chimistes, Joseph C. Patrick et Nathan Mnookin, tentent d'inventer un antigel bon marché. Au cours d'une expérience impliquant du dichlorure d'éthylène et du polysulfure de sodium , ils ont créé une gomme dont la caractéristique principale était une odeur épouvantable. La substance a bouché un évier dans le laboratoire et aucun des solvants utilisés pour l'enlever n'a réussi. Ensuite, les chimistes frustrés ont réalisé que la résistance du matériau à tout type de solvant était une propriété utile. Ils avaient inventé un caoutchouc synthétique, qu'ils baptisèrent « Thiokol ». En 1929, Bevis Longstreth, cadre dans une entreprise de sel, fonde la Thiokol Corporation à Trenton, New Jersey et en devient le président-directeur général.
En 1945, Charles Bartley, travaillant pour le nouveau Jet Propulsion Laboratory naissant, découvre l'utilisation du thiokol comme stabilisateur dans les fusées à combustible solide menant en 1948 à l'ouverture de l'usine d'Elkton, dans le Maryland, produisant des moteurs à fusée solide. L'année suivant, Thiokol produit le missile TX-18 Falcon, le premier système de missile à combustible solide au monde. Il sera suivi par plusieurs autres séries alimentées par Thiokol.

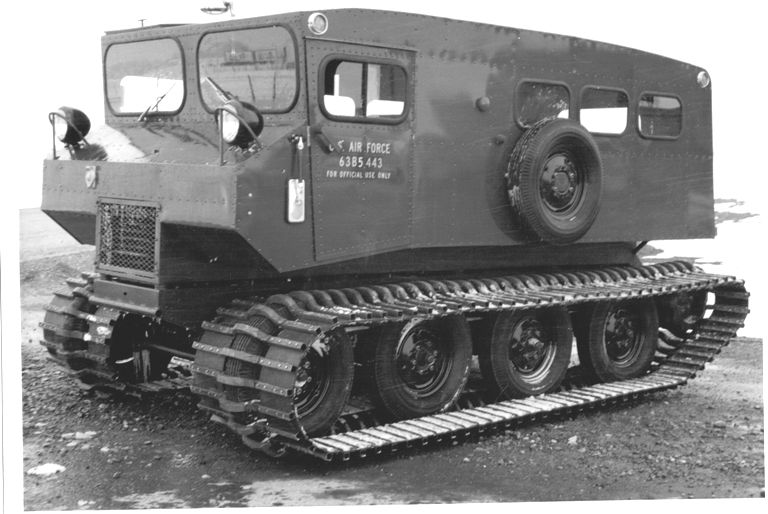
Autoneige Thiokol modèle 601 produit dans les années 1960 de l'United States Air Force.

Durant les années 1950, la compagnie mit sur pied une division de production d'autoneiges pour les forces armées américaines. Elle se diversifia ensuite dans la production de dameuses pour les centres de ski mais en 1978 vendit cette division à John DeLorean qui la renomma DeLorean Motor Company (DMC). Elle devint Logan Machine Company (LMC) en 1988 et cessa ses opérations en 2000. DMC a poursuivi la production des véhicules les plus populaires de Thiokol, Imp, Super-Imp et Spryte, qui ont été des succès commerciaux mais sans pouvoir compenser pour les autres pertes de l'entreprise. Beaucoup de ces modèles sont encore utilisés aujourd'hui sur le marché commercial et sont populaires en tant que chenillettes privées.
En 1980, Thiokol acquiert Carlisle Chemical Company de Cincinnati, Ohio et fusionne avec les produits Morton-Norwich (propriétaires de l'entreprise Morton Salt, de la marque de produits automobiles Simoniz et de diverses entreprises chimiques) deux ans plus tard. La société fusionnée s'appelle Morton Thiokol Incorporated (MTI). En 1986, un défaut de joint torique détruit la navette spatiale Challenger en vol. La société a été jugée responsable de la destruction de Challenger et de la mort des astronautes.
L'entreprise a fusionné en 2007 avec une autre société Northrop Grumman Innovation Systems.